# ایناس بوبکری
ایناس بوبکری (عربی: إيناس بوبكري؛ زادهٔ ۲۸ دسامبر ۱۹۸۸) یک شمشیرباز اهل تونس است. وی برنده مدال برنز بازی‌های المپیک تابستانی ۲۰۱۶ است.